# A 26 japán vértanú
A 26 japán vértanú (japánul: 日本二十六聖人) 1597-ben kivégzett japán vértanúk csoportja.
Tojotomi Hidejosi főminiszter hat ferences, három jezsuita misszionáriust, tizennégy világi embert és három ministráns gyermeket kereszthalálra ítélt. Az elítélteknek 1597. január 3-án először levágták a bal fülét, vérrel bemázolták az arcukat, és ilyen állapotban Meako városából Nagaszakiba vezették őket. Itt a városon kívül emelkedő „szent hegyen” keresztre feszítették őket, majd lándzsával verték át testüket. A vértanúkat IX. Piusz pápa avatta szentté 1862-ben.
Kivégzésüket rendszeres európai politika és egyházi nyomásgyakorlás előzte meg, a japán vezetés ezen okokból rendelte el halálukat egyfajta elrettentésül. Ez volt az egyik első jelképes lépése a teljes japán bezárkózásának, ami a későbbi Edo-kort jellemezte.